# 伊揚比托 (新墨西哥州)
伊揚比托（英語：Iyanbito）是位於美國新墨西哥州麥金萊縣的普查規定居民點。

## 人口
根據2020年美國人口普查的數據，伊揚比托的面積為24.71平方千米，皆為陸地。當地共有人口1193人，而人口密度為每平方千米48.28人。